# Minardi PS03
La Minardi PS03 è stata una monoposto costruita dalla Minardi per partecipare al Campionato mondiale di Formula 1 2003.

## Progetto
Alla fine della stagione 2002, la Minardi perse la fornitura di motori Asiatech, la fornitura di gomme Michelin e si ritrovò senza sponsor a causa del licenziamento di Alex Yoong che, fino a quel momento, garantiva stabilità al team con i suoi sponsor. La Minardi si ritrovò quindi a disputare alcuni test pre-stagionali con gomme Avon prima di raggiungere un accordo con la Bridgestone per la fornitura di gomme durante tutta la stagione 2003. In luogo dei motori Asiatech invece fu montato sulla PS03 un motore Cosworth CR-3, 3.0 V10 che sulla carta era meno prestazionale (805 CV a 17.500 giri/min) e più pesante (105 kg) rispetto alla specifica CR-4 utilizzata dalla Jordan (810 CV a 17.500 giri/min e 105 kg di peso) e alla specifica CR-5 usata dalla Jaguar (900 CV a 19.000 giri/min e 98 kg di peso). La specifica CR-3 che venne montata sulle due Minardi era costruita con un angolo a V di 72°, e vennero usati materiali come l'alluminio per il blocco motore e i pistoni, l'acciaio per gli alberi a gomiti e il titanio per le bielle. Altre parti del motore come il sistema di gestione del carburante con centralina ECU erano forniti dalla Magneti Marelli mentre le candele erano fornite dalla Champion Spark Plug. Lo sterzo, il differenziale idraulico, il sistema di raffreddamento e il cambio (sequenziale a sei marce) in lega di titanio vennero autocostruiti dalla squadra mentre la Brembo fornì i freni, la Sabelt fornì le cinture di sicurezza, la ATL fornì i serbatoi di sicurezza e la OZ Racing fornì i cerchi in magnesio. Il telaio in fibra di carbonio con struttura a nido d'ape fu progettato dagli ingegneri Gabriele Tredozi e George Ryton.   I piloti scelti per guidare la Minardi furono Jos Verstappen (ex Benetton e Arrows) e il debuttante Justin Wilson proveniente dalla Formula Nissan in luogo di Mark Webber, passato alla Jaguar e Alex Yoong approdato in Champ Car.
La nuova vettura fece il suo debutto il 20 febbraio 2003 in occasione dei test privati disputati sul Circuito di Fiorano dove girò il solo Verstappen, completando 24 giri e ottenendo un tempo sul giro di 1':01"20 come miglior crono. 

## Livrea

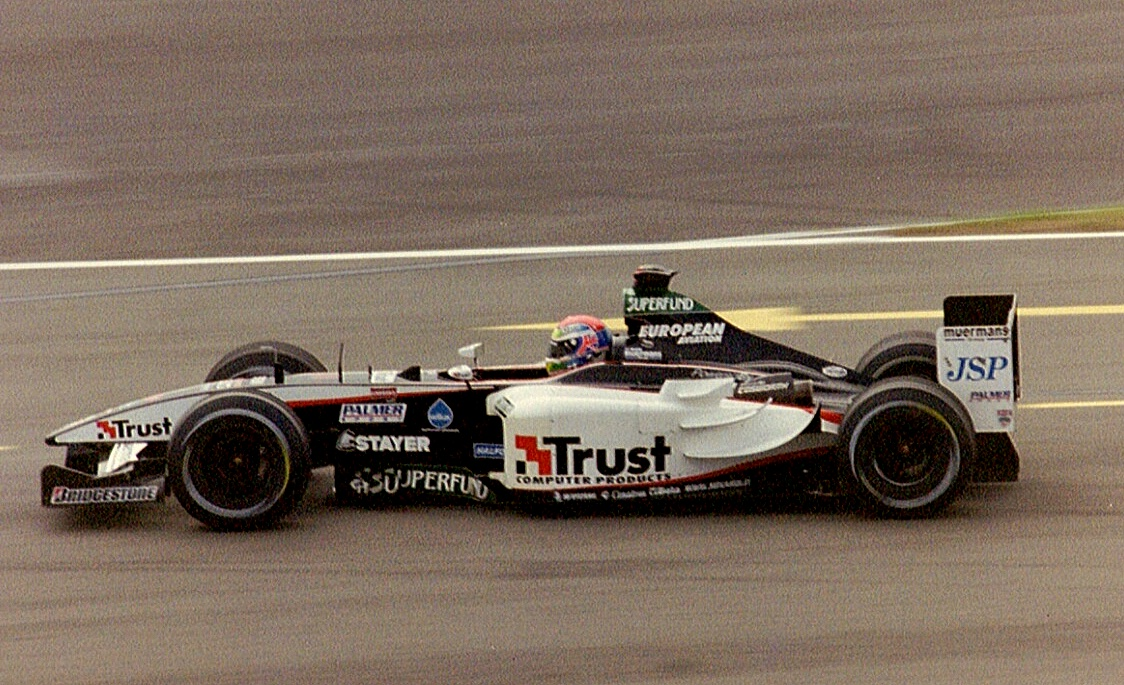
La Minardi PS04 di Jos Verstappen con la livrea aggiornata dal Gran Premio di Monaco

La vettura presentava una livrea color nero dove appariva, nella prima parte di stagione, il marchio European Airlines di Paul Stoddart che fu main sponsor e si ritagliò uno spazio nelle pance laterali e nell'alettone posteriore mentre altri sponsor come la multinazionale olandese Trust, il marchio italiano di utensili Beta, il fornitore di gomme Bridgestone, il brand di abbigliamento Carrera Jeans, la società di investimenti Superfund e il colosso russo Gazprom apparivano come sponsor secondari. 
Un caso particolare fu quello della Gazprom che non pagò alla squadra la somma pattuita per lo sponsor, scatenando lo sdegno di Stoddart che lasciò comunque lo sponsor sulle sue vetture, ma fece aggiungere una scritta che recitava "non pagato".
Dal Gran Premio di Monaco la Trust diventò il nuovo main sponsor della squadra fino al termine della stagione; conseguentemente, ci furono lievi modifiche nella livrea: venne affisso il logo Trust nelle pance laterali colorate in bianco e ai lati del musetto, con una striscia bianco-rossa che "attraversava" orizzontalmente la vettura.

## Stagione

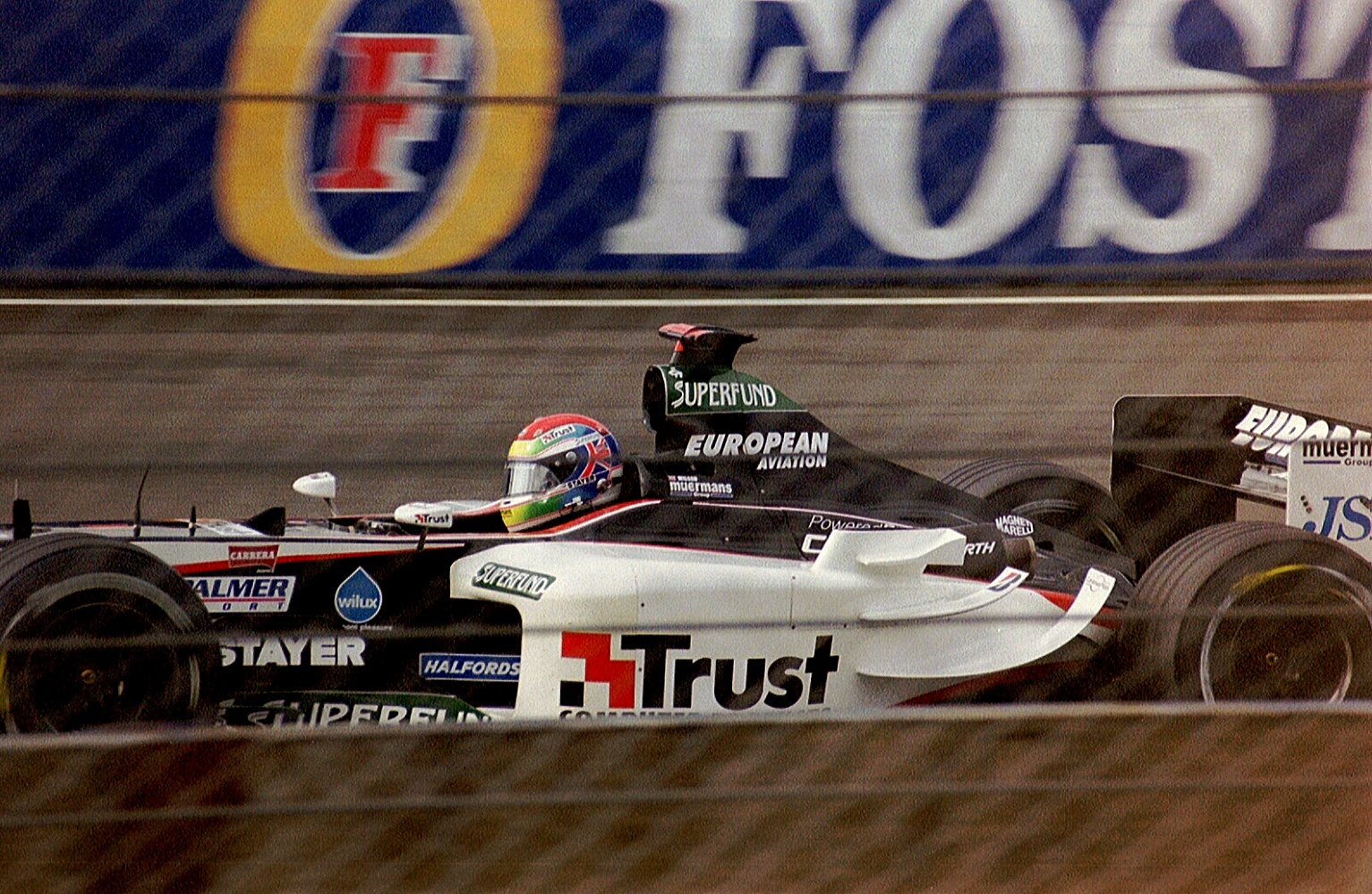
La Minardi PS03, con alla guida Justin Wilson, in azione a Silverstone: fu l'ultima gara in Minardi per il pilota britannico

Nonostante l'ottimismo iniziale nei test pre-stagionali di Fiorano, la Minardi partì male in stagione dimostrando di non poter competere con le dirette avversarie Jordan. In Australia il patron Stoddart, per aggirare le regole sul parco chiuso, decide di non mandare in pista i piloti non segnando nessun tempo cronometrato. Il team principal Gian Carlo Minardi e la FIA furono contrari alla decisione e la giudicarono come "antisportiva". In gara, Verstappen concluse 11º (e ultimo) a un giro di distacco dal vincitore David Coulthard mentre Wilson si ritirò a causa di problemi meccanici. Dopo una gara incolore in Malesia, in Brasile, complice una gara svoltasi in condizioni di bagnato estremo, Verstappen, partito ultimo, sfruttò i numerosi ritiri davanti a sé fino ad arrivare in ottava posizione (che all'epoca era l'ultima posizione della zona punti). A 23 giri dalla fine, però, dovette ritirarsi dopo un testacoda mentre la diretta avversaria in campionato Jordan vinse la sua ultima gara in Formula 1 con Giancarlo Fisichella che,  tra l'altro, esordì nella massima serie proprio con il team faentino.
Da Imola in poi fu un susseguirsi di risultati mediocri dove talvolta in qualifica uno tra Verstappen e Wilson riusciva a mettersi alle spalle la Jordan di Ralph Firman e in gara invece non era possibile battagliare con il gruppo per mancanza di competitività, chiudendo spesso a 3-4 giri dal vincitore. In Canada fu la svolta: Verstappen riuscì a qualificarsi in 15ª posizione precedendo il compagno di squadra, le due Jordan, la BAR-Honda di Jenson Button e la McLaren-Mercedes di Kimi Räikkönen ottenendo così la miglior qualifica stagionale e il miglior piazzamento in griglia per la Minardi dal Gran Premio di Germania 1999. In gara Wilson si ritirò per problemi al cambio mentre era 10º, ma Verstappen approfittò ancora una volta dei numerosi ritiri riuscendo a concludere la gara in 9ª posizione ottenendo anche il miglior risultato stagionale in gara. L'exploit arrivò due appuntamenti dopo, in Francia: nella sessione di venerdì a serbatoi scarichi, che si svolse su pista in rapida asciugatura, Verstappen fece segnare il tempo più rapido, portando la Minardi in testa ad una sessione cronometrata per la prima volta dal 1989, quando Pierluigi Martini aveva marcato la migliore prestazione nel warm up del Gran Premio del Belgio. Alle sue spalle si piazzò Wilson, che fu però escluso dalla classifica perché la sua vettura fu trovata sottopeso nelle verifiche tecniche a fine prove. Tuttavia, l'olandese non riuscì a replicare il risultato nella sessione del sabato, qualificandosi in penultima posizione davanti al solo Wilson.
A partire dal Gran Premio di Germania il pilota britannico si accasò alla Jaguar al posto dell'appiedato Antônio Pizzonia e al suo posto fu promosso il collaudatore e terzo pilota Nicolas Kiesa, proveniente dalla Formula 3000. Nonostante ciò, il campionato, finì nello stesso modo in cui iniziò: Verstappen e Kiesa non riuscirono a classificarsi in posizioni di rilievo concludendo costantemente le ultime gare nelle ultime posizioni. Da segnalare l'esordio in Giappone del collaudatore Gianmaria Bruni (che successivamente diventerà pilota ufficiale Minardi nel 2004) guidando una terza Minardi nelle prove libere del venerdì.
Anche il campionato 2003, quindi, fu avaro di risultati utili per il team di Faenza, ultimo nella classifica mancando l'appuntamento con la zona punti.

## Risultati in Formula 1
| Anno | Team                                             | Motore                     | Gomme | Piloti       |     |     |     |     |    |     |     |     |    |    |    |     |    |     |    |    | Punti | Pos. |
| ---- | ------------------------------------------------ | -------------------------- | ----- | ------------ | --- | --- | --- | --- | -- | --- | --- | --- | -- | -- | -- | --- | -- | --- | -- | -- | ----- | ---- |
| 2003 | European Minardi Cosworth Trust Minardi Cosworth | Cosworth CR-3, 3.0 V10 72° | B     | Wilson       | Rit | Rit | Rit | Rit | 11 | 13  | Rit | Rit | 13 | 14 | 16 |     |    |     |    |    | 0     | 10º  |
| 2003 | European Minardi Cosworth Trust Minardi Cosworth | Cosworth CR-3, 3.0 V10 72° | B     | Kiesa        |     |     |     |     |    |     |     |     |    |    |    | 12  | 13 | 12  | 11 | 16 | 0     | 10º  |
| 2003 | European Minardi Cosworth Trust Minardi Cosworth | Cosworth CR-3, 3.0 V10 72° | B     | J.Verstappen | 11  | 13  | Rit | Rit | 12 | Rit | Rit | 9   | 14 | 16 | 15 | Rit | 12 | Rit | 10 | 15 | 0     | 10º  |

| Legenda | 1º posto     | 2º posto | 3º posto    | A punti         | Senza punti/Non class.  | Grassetto – Pole position Corsivo – Giro più veloce |
| Legenda | Squalificato | Ritirato | Non partito | Non qualificato | Solo prove/Terzo pilota | Grassetto – Pole position Corsivo – Giro più veloce |